# Naïm
Pour les articles homonymes, voir Naim.

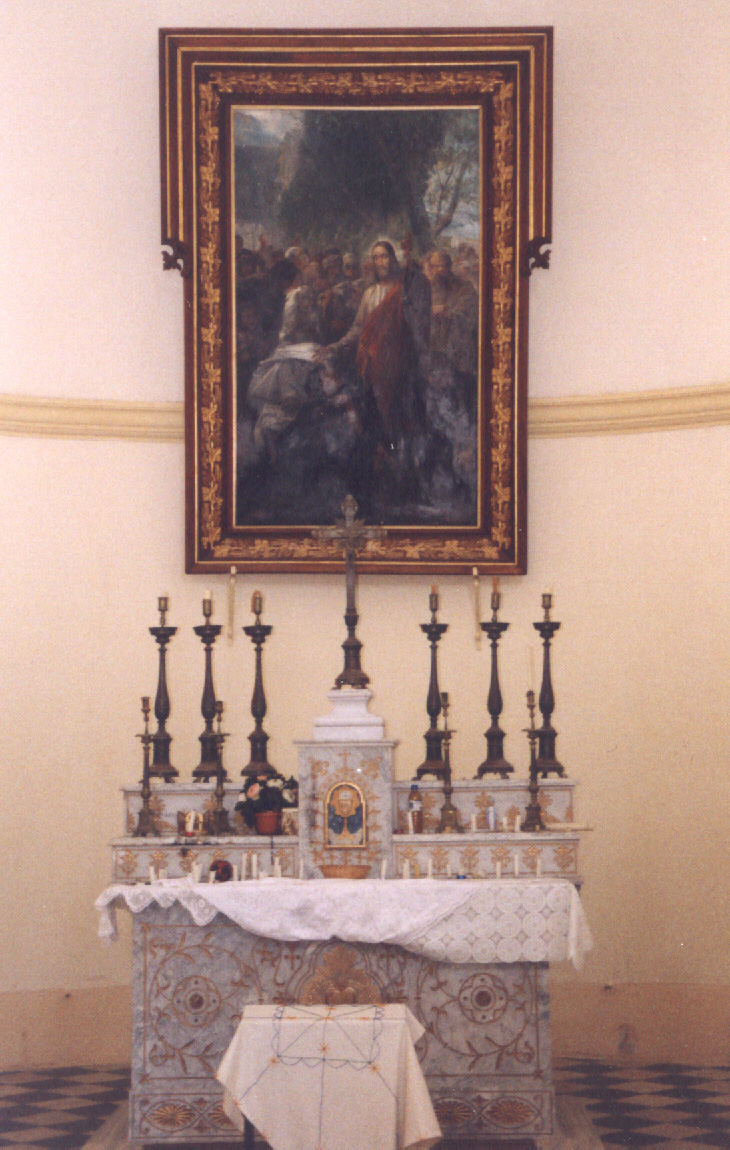
Intérieur de la chapelle commémorant la résurrection du fils de la veuve, à Naïm.

Naïm (ou Naïn) est un village de Galilée cité par saint Luc dans son évangile (chapitre 7, versets 11 à 17) comme le lieu d'un miracle, la Résurrection à Naïn. Elle est probablement à identifier avec le village arabe de Nein, au sud de Nazareth.
'Près de la porte' de cette ville, juste après avoir rassemblé ses disciples, Jésus y ressuscite le fils unique d'une veuve éplorée et sans ressource. Jésus interpelle le jeune homme :«réveille-toi» (ou lève-toi). Lorsqu'il se mit à parler Jésus 'le rendit à sa mère' (v.15).